# Voyager (programma televisivo)
(Slogan del programma)
Voyager è stato un programma televisivo italiano d'intrattenimento andato in onda su Rai 2 dal 2003 al 2018 e che, fino al 2013, trattava soprattutto temi legati a presunti misteri insoluti, alla cosiddetta archeologia misteriosa, all'ufologia, al paranormale, al misticismo e alle pseudoscienze in generale, per passare in seguito a trattazioni più documentaristiche.
Condotto dal giornalista e autore televisivo Roberto Giacobbo, già autore di programmi di successo come Misteri, Stargate - Linea di confine e La macchina del tempo, Voyager ha riscosso in breve tempo un notevole successo di pubblico in seconda serata, inducendo Rai 2 a spostare il programma in prima serata nel 2007 e a dare vita a un notevole merchandising: libri (collana Atlanti di Voyager), riviste (Voyager, Ragazzi c'è Voyager e Voyager Magazine), un CD con le musiche del programma, una collana di DVD (Voyager - Ai confini della conoscenza) distribuita in edicola che raccoglie alcune puntate e un gioco da tavolo.
Nei primi due anni della trasmissione, ovvero nelle prime 4 stagioni, Roberto Giacobbo è stato affiancato nella conduzione da Stefania La Fauci. Fino alla 16ª stagione il programma è stato trasmesso con il titolo Voyager - Ai confini della conoscenza, dalla 17ª alla 19ª come Voyager - Storie mondi meraviglie e dalla 20ª alla 22ª come Voyager - Indagare per conoscere. La 23ª stagione si intitola Voyager - La nuova era, in riferimento alle profezie sul 21 dicembre 2012, per poi ritornare durante la 24ª stagione a Voyager - Ai confini della conoscenza.
Le puntate di Voyager sono registrate all'interno dello Studio TV1 del Centro di produzione Rai di Torino. Il programma è stato scritto da Roberto Giacobbo, con Giulio Di Martino, Davide Fiorani e Danilo Grossi. La regia è di Pier Paolo Cattedra. Il produttore esecutivo è Veronica Vetrulli.
Inoltre hanno partecipato in studio e nella costruzione dei principali servizi gli attori: Roberta Triggiani, Andrea Beltramo, Elena Castagnoli, Mario Nosengo, Roberto Zunino, Gaetano Marino, Alessandro Fazzalari, Tiziana Martello e Michele Chiadò. Dal 2009 il programma è andato in onda sotto il patrocinio del Ministero dei Beni Culturali. 
Il programma è stato chiuso a giugno 2018 in seguito al passaggio del conduttore a Mediaset ed è stato sostituito dalla stagione successiva da Niagara - Quando la natura fa spettacolo, trasmissione che segna il ritorno in Rai di Licia Colò.

## Temi
Voyager trattava prevalentemente temi pseudoscientifici e presunti misteri insoluti e argomenti non trattati dalla comunità scientifica, chiamata nel programma "scienza ufficiale": dagli avvistamenti ufologici agli OOPArt (i cosiddetti oggetti fuori dal tempo), dalle esperienze pre-morte alle ossessioni esoteriche dei nazisti, dai segreti delle piramidi alla leggenda del Santo Graal. Come si evince anche dallo slogan, lo scopo secondo gli autori del programma è di rivelare la «verità nella leggenda», cioè trovare prove certe su argomenti oscuri e allo stesso tempo occuparsi del «fantastico nella storia», cioè di presunti eventi privi di fonti certe o accertabili.
Voyager, fino alla ventiquattresima serie (2003-2013), ha avuto un’impostazione piuttosto fissa, fatta eccezione solamente per alcune puntate speciali: presentando da uno studio televisivo, Roberto Giacobbo lanciava i diversi servizi, parecchi condotti da lui stesso, poi li commentava in studio a volte discutendoli con alcuni ospiti; in questo modo nel corso di ogni serata venivano trattati parecchi argomenti, la maggior parte delle volte slegati tra loro. 
Invece a partire dalla venticinquesima serie (2014-2018) il formato del programma è mutato, assumendo uno stampo più documentaristico: infatti ogni puntata, non più condotta in studio ma direttamente dal vivo nel luogo di cui si parla, tratta delle più diverse particolarità e sfaccettature dello Stato, regione o città via via prescelti come argomento della serata; quindi in questo modo il mistero, seppure rimanendo sempre un tema importante all'interno della trasmissione, ha cominciato ad essere analizzato in misura minore, più che altro come una curiosità, affiancandolo a un’esposizione di nozioni storiche, archeologiche, geografiche, ambientali e sociali. Anche il modo di condurre è cambiato rispetto al passato: venuta meno la formalità delle serie precedenti, Giacobbo nel corso di ogni puntata comincia a rivolgersi in tono più confidenziale agli spettatori, oltre a parlare parecchio agli operatori chiamandoli direttamente per nome, per esempio per avvertirli di fare attenzione a non inciampare o a evitare degli ostacoli lungo il percorso.
Un tratto caratterizzante di Voyager è il poter accedere in luoghi solitamente chiusi al pubblico, grazie a permessi speciali, sempre ricordati da Giacobbo: un esempio è stato il permesso di arrampicarsi fino sulla cima della piramide di Cheope dato all'intera troupe nel 2003.
Tra gli argomenti principali più ricorrenti nelle puntate di Voyager:
- misteri e fenomeni inspiegabili;
- civiltà scomparse: antichi Egizi, Maya, Incas;
- oopart;
- alieni e ufologia;
- profezie;
- fantasmi ed entità oscure;

- fenomeni paranormali;
- Templari;
- sacre reliquie e temi parareligiosi;
- creature fantastiche;
- miti e leggende.

## Puntate

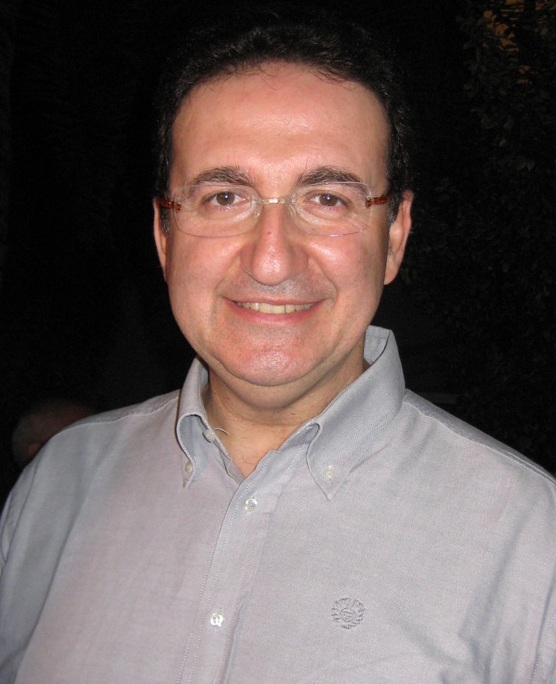
Roberto Giacobbo è il conduttore del programma televisivo

## Programmi derivati

### Ragazzi, c'è Voyager!
(Slogan del programma)

Logo di Ragazzi c'è Voyager

Dal 2005 Voyager si è ritagliato nei palinsesti di Rai 2 anche uno spazio dedicato ai ragazzi: Ragazzi c'è Voyager, in onda ogni domenica mattina alle 10.00 circa, anch'esso condotto da Roberto Giacobbo, con rubriche e servizi presentati da Stefania La Fauci (Lo sapevi che), Georgia Luzi e Michele Bertocchi (Come fanno i supereroi), sempre sotto la regia di Pier Paolo Cattedra. Al programma partecipano anche Dado Coletti, Marina Leoni, Ubaldo Palombini, Vittorio Nevano e Walter Rolfo.
Nel 2010 si aggiungono due nuove rubriche curate da Rosaria De Cicco e Donatella Negro (Ragazzi c'è storia), che prendono il posto di Georgia Luzi e Michele Bertocchi. Dal dicembre del 2010 Donatella Negro cura la nuova rubrica Ragazzi c'è Sport e Stefania La Fauci Ragazzi c'è Musica. Inoltre si aggiunge uno spazio, Almanacco dei misteri, dedicato ai misteri affrontati da Voyager.
Nel novembre 2011 Stefania La Fauci lascia il programma, sostituita per le rubriche dedicate a chimica e fisica da Elena Castagnoli. Rosaria De Cicco compare, oltre che nella conclusione del programma, anche nell'anteprima, che con lei si occupa di curiosità.
Dal 2013 vengono affidati a personaggi noti italiani i "Big Nomi" o "BIGnomi", cioè piccole pillole di 2-3 minuti su storia, letteratura, arte o scienza, prima editi solamente sul sito della RAI.

### Voyager Notte
A cavallo tra l'ottava e la nona serie è andato in onda su Rai 2 Voyager Notte: trasmesso in tarda notte a partire dal 12 dicembre 2006, ha riproposto i temi più accattivanti di Voyager, arricchendoli con del materiale inedito.

### Voyager Natura
Durante l'estate 2007, tra la nona e la decima serie del programma, è andato in onda Voyager Natura, una serie dedicata alla natura e agli animali condotta da Georgia Luzi, con la partecipazione di Roberto Giacobbo. Il programma presentava immagini del National Geographic realizzate anche grazie alla crittercam, una telecamera montata direttamente sul corpo degli animali. La serie era composta da diciotto puntate trasmesse quotidianamente dalla domenica al venerdì alle 19.00 su Rai 2 tra il 26 agosto e il 7 settembre 2007.

### Voyager Storia
(Slogan del programma)
Dal 2009 la redazione di Voyager cura anche Voyager Storia, in collaborazione con l'Istituto Luce, sempre con la conduzione di Roberto Giacobbo e la regia di Pierpaolo Cattedra. Il programma si alterna alle puntate tradizionali di Voyager trattando temi storici. Viene annunciato alla fine della quattordicesima serie e sarebbe dovuto andare in onda a partire dal 28 maggio 2009 su Rai 2. Tuttavia è andata in onda un'unica puntata il 19 ottobre 2009, intitolata L'armatura dell'eroe, che ha trattato l'attacco del sommergibile Leonardo da Vinci a New York, i gemelli di Cândido Godói e Josef Mengele, il ritrovamento di un'armatura romana completa, il Colosseo e i gladiatori, il gabinetto RS/33, il V-7 e gli UFO nell'arte, Adolf Hitler e la bomba atomica. La puntata è stata vista da 2.330.000 telespettatori, registrando uno share dell'8,94%.

### Voyager Factory - Inside the world
Nel 2013, all'interno della 23ª edizione, è nato Voyager Factory - Inside the World, abbreviato con V-Factory - Inside the World, in onda ogni sabato mattina dalle ore 09.45 su Rai Due e dalla penultima settimana di giugno dello stesso anno tutte le domeniche alle ore 10:00 circa (come replica della puntata del giorno precedente) al posto di Ragazzi c'è Voyager!, ed A come Avventura. Da ottobre 2013 i tre programmi, V-Factory: Inside the World, A come avventura e Ragazzi c'è Voyager!, sono trasmessi uno di seguito all'altro.

### Voyager Factory
Da dicembre 2013 va in onda Voyager Factory il sabato e la domenica dalle 8:00 alle 10:30 su Rai 2. Il programma racchiude V-Factory: Inside the world, A come Avventura e Ragazzi c'è Voyager!. A febbraio 2014 cambia giorno (il sabato) e orario (il pomeriggio). A fine aprile 2014 il programma non è andato in onda lasciando spazio a Quelli che il calcio in occasione della Pasqua.

### Summer Voyager
Episodi della durata di 50 minuti, in onda ogni mattina, dal lunedì al venerdì, dal 30 maggio al 5 agosto 2016, che ripropongono vecchi servizi di Voyager. Ogni giorno ripercorre una tematica differente: il lunedì è dedicato alla storia, il martedì all'avventura, il mercoledì all'arte, il giovedì alla scienza ed il venerdì al mistero.
Il programma è stato poi riproposto anche nell'estate 2017.

### Morning Voyager
Dal 5 febbraio 2017, va in onda ogni domenica mattina, dalle 10 alle 11, Morning Voyager, condotto sempre da Roberto Giacobbo; nel programma, attraverso un insolito ritmo serrato ed utilizzando materiale inedito, si trattano le diverse sfaccettature di un singolo argomento.

### Teen Voyager
Da febbraio 2018, ogni sabato pomeriggio alle 15, va in onda Teen Voyager sul canale Rai Gulp.

## Voci narranti
- Stefano Nazzaro (voce ufficiale di Voyager - Ai confini della conoscenza)
- Valerio Sacco (Voce di Voyager)

## Critiche
Il programma ha ricevuto nel corso della sua storia continue e numerose critiche (in particolare da blog che si occupano di televisione o di scienza, tra cui quello di Paolo Attivissimo), da parte di chi pensa che Giacobbo, pur impostando il programma come un contenitore di divulgazione scientifica, tenda a enfatizzare il lato fantastico o misterioso dei temi trattati, dando meno risalto alle possibili spiegazioni razionali, allo scopo di rendere le puntate più avvincenti per il pubblico.
Secondo il matematico Piergiorgio Odifreddi in Voyager «i valori della scienza [...] sono addirittura sbeffeggiati e insultati»: ad esempio in un servizio su Coral castle, realizzato per Stargate e poi riproposto più volte in Voyager, si dava maggiore rilievo alle teorie sul magnetismo e sull'antigravità, tralasciando il fatto che tale struttura potesse essere stata costruita utilizzando tecniche più tradizionali, come in effetti sembra essere.
A proposito del chupacabra, Giacobbo ha sostenuto di aver trovato i resti di questo animale leggendario, nonostante essi fossero già stati identificati con quelli di un coyote. Giacobbo ha chiesto la ripetizione degli esami, ipotizzando che si trattasse di una razza di coyote non conosciuta e lasciando intendere che c'erano grandi possibilità che fossero veramente i resti di un chupacabra. Il conduttore in un'intervista ha insistito sul fatto che l'esame del DNA, condotto sui resti dell'animale, aveva individuato un DNA mai mappato all'interno della famiglia dei coyote, che identificava un esemplare che differiva dal coyote quanto un cane differisce da un lupo, entrambi appartenenti alla famiglia dei canidi.
Nella puntata del 30 gennaio 2004 è descritta la posizione di Castel del Monte rispetto a Gerusalemme, a Roma, alle piramidi di Giza e alla Cattedrale di Chartes secondo una configurazione che non corrisponde alla loro effettiva posizione.
La storia di John Titor, il viaggiatore del tempo, è stata presentata con lo slogan «questa è una storia vera» ed enfaticamente descritta come se lo fosse davvero, contro il parere della comunità scientifica. Il 19 maggio 2008 Voyager stesso cerca di provare che la storia di Titor sia una bufala, ingaggiando un detective privato americano, secondo il quale probabilmente si trattava solo di un esperto informatico.
Nella puntata del 3 marzo 2008 è stato realizzato un servizio dedicato alla Teoria del complotto lunare a proposito della missione Apollo 11, riproponendo gli interrogativi sorti sulla base di alcune presunte stranezze presenti nelle fotografie della missione. Molte di queste "stranezze" erano già state spiegate da esperti di fotografia, come da Paolo Attivissimo nel suo blog e da altri esperti quali Phil Plait.
Nell'ottobre 2008 è andato in onda un servizio dedicato alle Pietre di Ica, sulle quali sarebbero raffigurati dinosauri, macchinari e mappe geografiche, immagini anacronistiche rispetto alla presunta datazione delle incisioni. Le pietre sono dei falsi realizzati negli anni sessanta dagli artigiani del posto, cosa già nota da anni prima del servizio. Allo stesso modo, sono spesso messi in onda servizi su presunti misteri smentiti e spiegati da decenni, come quello del cucciolo di drago conservato in un barattolo di vetro sotto formaldeide. Va dato atto che questo genere di servizi si concludono spesso con la smentita di quanto si è appena affermato e mostrato, ma questa arriva sempre alla fine, ed è breve e concisa a fronte di un tempo decisamente superiore dedicato a illustrare nel dettaglio il presunto mistero con immagini accattivanti e interviste ad esperti che paiono confermarne la validità.
Nella puntata del 3 maggio 2010 si è dato adito e risonanza alla teoria per cui la Terra si stia espandendo, gonfiandosi dall'interno come se dal nucleo si "producesse" nuova materia. Questa possibilità, smentita da leggi fisiche, come la legge della conservazione della massa, sarebbe confermata secondo i suoi sostenitori dal fatto che dalle faglie sottomarine emerga continuamente nuovo materiale magmatico e dalla quasi perfetta aderenza che avrebbero le coste dei continenti se li si unisse insieme, fenomeni spiegati dalla tettonica delle placche e dalla deriva dei continenti, nemmeno citate nel servizio. Il servizio di Voyager si concentrava interamente sul divulgare le tesi degli espansionisti, lasciando solo pochi secondi di replica a Margherita Hack, che ha confutato completamente la teoria espansionistica.
Nella puntata del 12 marzo 2012 viene riproposta la leggenda secondo cui il padre di Winston Churchill pagò gli studi ad Alexander Fleming, dopo che il padre di Fleming aveva salvato la vita al piccolo Winston, storia considerata dallo stesso Fleming «una meravigliosa favola».
La puntata del 5 ottobre 2012 ha suscitato molte critiche e proteste degli spettatori soprattutto a causa del servizio su Cesare Lombroso. Nella stessa puntata è stato dato spazio alle teorie complottistiche e pseudoscientifiche riguardanti HAARP.

## Gli Atlanti di Voyager

### 2006
- Leonardo da Vinci. Grande genio - di Roberto Giacobbo, Giunti Editore (30 aprile 2006)
- UFO. Verità o menzogna? - di Rosamaria Latagliata, Giunti Editore (30 aprile 2006)
- Le piramidi. Mistero e realtà - di Roberto Giacobbo, Giunti Editore (10 maggio 2006)
- Isola di Pasqua. Mito, storia e segreti - di Giulio Di Martino, Giunti Editore(10 maggio 2006)
- Atlante dei Misteri - di Irene Bellini e Danilo Grossi, Giunti Editore (2 novembre 2006)

### 2007
- Mostri e creature fantastiche - di Irene Bellini, Giunti Editore (26 aprile 2007)
- I Templari. Cavalieri nella leggenda - di Stefano Varanelli, Giunti Editore (26 aprile 2007)
- Cerchi nel grano. Un caso aperto - di Davide Fiorani, Giunti Editore (3 ottobre 2007)

### 2008
- Dracula. Viaggio in Transilvania - di Alessandra Bisceglia, Giunti Editore (16 aprile 2008)
- Le Sette Meraviglie del Mondo - di Danilo Grossi, Giunti Editore (14 maggio 2008)
- I misteri di Voyager (Raccolta di argomenti già pubblicati: Le piramidi, Isola di Pasqua, I Templari, Leonardo da Vinci, UFO) - Giunti Editore (14 maggio 2008)
- I Teschi di Cristallo - di Irene Bellini, Giunti Editore (11 giugno 2008)

### 2009
- Atlante dei Mondi perduti - di Roberto Giacobbo, Giunti Editore (17 giugno 2009)

### 2010
- Streghe, maghi e sciamani. Signori dell'ignoto - di Marco Zamparelli, Giunti Editore (19 maggio 2010)
- I misteri di Voyager 2 (2ª Raccolta di argomenti già pubblicati: Mostri e creature fantastiche, Dracula, I Teschi di Cristallo, Cerchi nel grano, Le sette meraviglie del mondo) - Giunti Editore (6 ottobre 2010)

### 2011
- Il mondo perduto di Atlantide - di Cinzia Di Cianni, Giunti Editore (28 luglio 2011)
- Profezie. Lampi di luce sul futuro - di Gianluca Falessi, Giunti Editore (26 ottobre 2011)

### 2012
- 2012. Il viaggio continua - di Valeria Botta, Giunti Editore (11 gennaio 2012)
- Vita su altri Mondi - di Cinzia Di Cianni, Giunti Editore (9 maggio 2012)

## Riconoscimenti
- Premio Zeus, premio internazionale di archeologia della città di Ugento (2006),
- Sigillo qualità nella Comunicazione 2008 per la stagione 2007-2008
- Premio Nazionale "Tv Educativa" per il contributo alla ricerca e alla divulgazione di contenuti culturali (2008).[15]
- Programma televisivo candidato al 51º Premio Tv - Premio Regia Televisiva (2011).[16]